# Christiane Kieburg
Christiane Kieburg (3 de febrero de 1956) es una deportista alemana que compitió para la RFA en judo. Ganó una medalla en el Campeonato Mundial de Judo de 1980, y once medallas en el Campeonato Europeo de Judo entre los años 1975 y 1982.

## Palmarés internacional
| Campeonato Mundial | Campeonato Mundial          | Campeonato Mundial | Campeonato Mundial |
| Año                | Lugar                       | Medalla            | Categoría          |
| ------------------ | --------------------------- | ------------------ | ------------------ |
| 1980               | Nueva York (Estados Unidos) | Medalla de bronce  | +72 kg             |
| Campeonato Europeo |                             |                    |                    |
| Año                | Lugar                       | Medalla            | Categoría          |
| 1975               | Múnich (RFA)                | Medalla de bronce  | +72 kg             |
| 1975               | Múnich (RFA)                | Medalla de bronce  | Abierta            |
| 1976               | Viena (Austria)             | Medalla de oro     | +72 kg             |
| 1976               | Viena (Austria)             | Medalla de bronce  | Abierta            |
| 1977               | Arlon (Bélgica)             | Medalla de oro     | +72 kg             |
| 1977               | Arlon (Bélgica)             | Medalla de bronce  | Abierta            |
| 1978               | Colonia (RFA)               | Medalla de oro     | +72 kg             |
| 1979               | Kerkrade (Países Bajos)     | Medalla de oro     | +72 kg             |
| 1980               | Údine (Italia)              | Medalla de bronce  | +72 kg             |
| 1981               | Madrid (España)             | Medalla de plata   | +72 kg             |
| 1982               | Oslo (Noruega)              | Medalla de plata   | +72 kg             |